# Вітог (Коннектикут)
Вітог (англ. Weatogue) — переписна місцевість (CDP) в США, в окрузі Гартфорд штату Коннектикут. Населення — 2906 осіб (2020).

## Географія
Вітог розташований за координатами 41°50′50″ пн. ш. 72°49′50″ зх. д. / 41.84722° пн. ш. 72.83056° зх. д. (41.847246, -72.830441).  За даними Бюро перепису населення США в 2010 році переписна місцевість мала площу 7,81 км², з яких 7,76 км² — суходіл та 0,05 км² — водойми.

## Демографія
Згідно з переписом 2010 року, у переписній місцевості мешкало 2776 осіб у 1048 домогосподарствах у складі 812 родин. Густота населення становила 355 осіб/км².  Було 1084 помешкання (139/км²).
Расовий склад населення:
| - 90,6 % — білих - 5,3 % — азіатів - 1,3 % — чорних або афроамериканців - 0,1 % — корінних американців |

До двох чи більше рас належало 2,2 %. Частка іспаномовних становила 2,6 % від усіх жителів.
За віковим діапазоном населення розподілялося таким чином: 25,9 % — особи молодші 18 років, 62,2 % — особи у віці 18—64 років, 11,9 % — особи у віці 65 років та старші. Медіана віку мешканця становила 43,5 року. На 100 осіб жіночої статі у переписній місцевості припадало 96,9 чоловіків;  на 100 жінок у віці від 18 років та старших — 91,3 чоловіків також старших 18 років.
Середній дохід на одне домашнє господарство  становив 147 919 доларів США (медіана — 120 313), а середній дохід на одну сім'ю — 164 410 доларів (медіана — 124 750). Медіана доходів становила 93 456 доларів для чоловіків та 67 125 доларів для жінок. За межею бідності перебувало 1,1 % осіб, у тому числі 0,0 % дітей у віці до 18 років та 2,4 % осіб у віці 65 років та старших.
Цивільне працевлаштоване населення становило 1669 осіб. Основні галузі зайнятості: освіта, охорона здоров'я та соціальна допомога — 25,9 %, науковці, спеціалісти, менеджери — 16,3 %, фінанси, страхування та нерухомість — 15,5 %.